# Ernest Henry Wilson
Ernest Henry "China" Wilson (Chipping Campden, Gloucestershire, 15 februari 1876 – Worcester, Massachusetts, 15 oktober 1930) was een plantenverzamelaar/botanicus, fotograaf en later hortulanus die grote betekenis heeft gehad voor de kennis van voornamelijk (tuin)planten. Er is vrijwel geen tuin in Nederland te vinden, waar niet een plant groeit die destijds door Ernest Wilson is meegenomen op een van zijn expedities. Zo vonden onder andere diverse soorten en variëteiten van de vlinderstruik, de buxus, rododendron, hortensia en laurierkers hun weg naar onze tuinen.

## De jonge Wilson
Als kind toonde Wilson al grote interesse voor planten en op zijn 16de werd hij jongste tuinman bij een plaatselijke kwekerij; later bij de Birmingham Botanic Gardens. Hij studeerde in de avond aan de Birmingham Technical School, waar hij een veelbelovende leerling bleek. In 1897 ging hij voor Kew Gardens werken en won de Hooker Prize met een essay over coniferen. Hij was van plan leraar plantkunde te worden, maar kreeg door James Veitch & Sons een baan aangeboden als hun plantenverzamelaar in China.

## Veitch
De Franse missionarissen Père David en Père Delavay hadden jarenlang planten verzameld in respectievelijk Moupin (tegenwoordig: Baoxing) -het toenmalige grensgebied van China met Tibet - en Yunnan in West-China. Het bosachtige gebied in de bergen was enorm rijk aan soorten, maar de eeuwenoude Chinese tuincultuur had dit gebied links laten liggen en zich beperkt tot enkele lang in cultuur gebrachte soorten als pioen, azalea en camellia. Voor het vervoer van levend materiaal waren de paters niet kapitaalkrachtig genoeg. Maar een stroom van gedroogde planten wekten grote belangstelling bij kwekers en botanici in Europa. Tegelijkertijd met Wilson werd de plantenjager George Forrest namens een groep Engelse kwekers actief. Hij concentreerde zich vooral op rododendrons, camellia's en primula's.
Nadat Wilson een spoedcursus had gevolg aan het Arnold Arboretum in Boston voor wat betreft de nieuwste inzichten en technieken om levend materiaal over grote afstand te vervoeren, leidde hij zijn eerste expeditie met als doel: het vinden van de Davidia involucrata (zakdoekjesboom, vaantjesboom), voor het eerst beschreven door en genoemd naar père David. De locatie van slechts één exemplaar was bekend door de Engelsman Augustine Henry die hem daar twaalf jaar daarvoor had opgemerkt. Na een reis van tien dagen door een gebied vol malaria en politieke onrust, bleek de betreffende boom gekapt, om plaats te maken voor een woning.
Wilson liet zich hierdoor niet afschrikken: hij inventariseerde de omgeving en vond onder andere de Actinidia deliciosa (kiwi) en na een maand vond hij een aantal Davidia' bij elkaar. Behalve zaden van de Davidia, kwamen er nog zaden van ongeveer 300 soorten alsook knollen, bollen, rizomen en gedroogde exemplaren van 906 planten mee naar Europa van de expeditie die drie jaar zou duren.
Wilson trouwde in 1902 met Ellen Ganderton. Zij kregen een dochter, Muriël Primrose, naar wie hij een belangrijke soort, polvormende bamboe heeft genoemd: Fargesia murieliae. Muriël trouwde met de Amerikaanse botanicus George Slate die veel heeft betekend voor landbouwgewassen.
In 1903 volgde een tweede expeditie voor Veitch, met als doel de gele schijnpapaver Meconopsis integrifolia. Wilson vond de plant en opnieuw een keur van andere, waardevolle planten. Er zouden nog twee expedities naar China volgen, maar deze in dienst van het Arnold Arboretum.

## Arnold Arboretum
In opdracht van de hortulaan: Charles Sprague Sargent, met wie Wilson bevriend was geraakt, kwamen er expedities naar China, maar ook naar Japan, Korea, Australië, Nieuw-Zeeland, India, Kenia en Zuid-Afrika. Sargent stond er op dat Wilson foto's zou gaan maken en Wilson bleek een verdienstelijk fotograaf.
Tijdens zijn vierde expeditie verbrijzelde een lawine zijn been en Wilson lag zeven maanden in het ziekenhuis in Chentu. Daarvoor wist hij nog vele foto's te maken en voornamelijk bollen te verzamelen, waarvan misschien wel de bekendste Lilium regale, de koningslelie was. Op het terrein van het Arboretum werd een huis voor het gezin Wilson gebouwd en hij zou er tot het eind van zijn leven wonen. Zijn laatste expeditie was van in 1921 en 1922: een wereldreis langs allerlei belangrijke tuinen.
Hij werd een belangrijk schrijver - zowel populair als wetenschappelijk - van artikelen over planten en veelgevraagd voor lezingen, waarbij hij zijn foto's via de glazen negatieven in een soort van toverlantaarn liet zien. In 1919 werd hij assistent-hortulanus van het arboretum en toen Sargent in 1927 stierf, volgde hij hem op. In 1930 kwamen hij en zijn vrouw Ellen om bij een auto-ongeluk.

## Erfenis
Ernest Wilson heeft vele duizenden planten naar Europa en de Verenigde Staten gehaald. Vele zijn naar hem genoemd. Een deel van de kostbare planten - met name bomen en rododendrons - leek Sargent niet geschikt voor het klimaat in Boston en zij kwamen terecht in het Dawyck Arboretum bij Peebles, Schotland. In zijn geboorteplaats, Chipping Campden is de The Ernest Wilson Memorial Garden aangelegd, zodat men zowel in Europa als in de Verenigde Staten een indruk kan krijgen van welk een schat Wilson heeft geïntroduceerd in het westen.